# Kenttäsaari (Maunu)
Kenttäsaari is een Zweeds eiland in de Muonio, die de grens vormt tussen Zweden en Finland. Het heeft geen oeververbinding en het is onbebouwd. Het eiland heeft een oppervlakte van ongeveer vijf hectare en ligt een paar kilometer ten westen van Maunu.
Kenttäsaari nabij Maunu · Alasaari nabij Karesuando · Kivisaari · Lintiputaansaari · Ungelosaari · Alasaari nabij Palojoensuu · Järämänsaari · Hirvassaari · Niittysaari · Koivusaari (Zweeds) · Palsarinsaari · Kenttäsaari ·  Alkkulasaari · Koivusaari (Fins) · Viiksinsaari · Rukomasaari · Ojasensaari · Luhtasaari · Laurukainen · Naapankisaari · Kihlangisaari · Iso Aareansaari · Vekarasaari · Kolarinsaari · Kokko · Väylänsaari · Pyysaari · Alanen · Lompolonsaari